# گمینا وویسواویتسه
گمینا وویسواویتسه (به لهستانی:  Gmina Wojsławice) یک گمینا در لهستان است که در شهرستان خوم واقع شده‌است. گمینا وویسواویتسه ۱۱۰٫۱۸ کیلومتر مربع مساحت و ۴٬۲۶۷ نفر جمعیت دارد.